# Rancho Tehama Reserve, California
Rancho Tehama Reserve, California (енгл. Rancho Tehama Reserve) насељено је место без административног статуса у америчкој савезној држави Калифорнија.

## Демографија
По попису из 2010. године број становника је 1.485, што је 79 (5,6%) становника више него 2000. године.
| Група             | 2000.         | 2010.         |
| Белци             | 1.079 (76,7%) | 1.114 (75,0%) |
| Афроамериканци    | 14 (1,0%)     | 21 (1,4%)     |
| Азијати           | 20 (1,4%)     | 21 (1,4%)     |
| Хиспаноамериканци | 203 (14,4%)   | 214 (14,4%)   |
| Укупно            | 1.406         | 1.485         |